# 勝妙寺 (豊岡市)
勝妙寺（しょうみょうじ）は、兵庫県豊岡市九日市上町、円山川の西岸にある日蓮宗の寺院。山号は法養山。
旧本山は大本山妙顕寺（四条門流）、奠師法縁（奠統会）。
境内には豊岡市指定文化財の宝篋印塔がある。

## 歴史
もとは西方の小字・正明寺谷（しょうみょうじだに）にあった。
九日市上町は中世に九日市庭（ここのかいちば）とよばれた地域の南部で、その中心地であったと考えられる。
明治6年（1873年）境内に旭小学校（現在の豊岡市立八条小学校）が置かれた。
平成16年（2004年）の台風23号で本堂に被害を受けた。

## 周辺
- 勝妙寺谷古墳群
- 萬代山妙經寺 – 九日市下町（御屋敷北方）。法華宗真門流。山名氏の菩提寺金胎寺の後身[3]
- 寶珠山西光寺（西光精舎） – 九日市上町字西光寺谷。時宗。

## 参考資料
- 日蓮宗寺院大鑑編集委員会『宗祖第七百遠忌記念出版 日蓮宗寺院大鑑』大本山池上本門寺 (1981年)
- 日蓮宗新聞 2004年11月1日